# Lard
Lard – amerykański zespół, grający muzykę z pogranicza hardcore'a i industrialu. Został założony w 1989 jako efemeryczny projekt muzyczny przez byłego wokalistę Dead Kennedys – Jello Biafrę i Ala Jourgensena – wokalistę i lidera Ministry. W związku z dużym zainteresowaniem, z jakim spotkała się pierwsza płyta, Biafra i Jourgensen postanowili kontynuować współpracę.
W 1994 r. utwór zespołu pt. Forkboy został wykorzystany w ścieżce dźwiękowej filmu Olivera Stone'a Urodzeni mordercy.

## Dyskografia
- The Power of Lard (1989)
- Last Temptation of Reid (1990)
- Pure Chewing Satisfaction (1997)
- 70's Rock Must Die (2000)